# Бородянский район
Бородя́нский райо́н (укр. Бородя́нський райо́н) — упразднённая административная единица на западе Киевской области Украины. Административный центр — пгт Бородянка.

## История
Образован в 1923 году. Упразднён 30 декабря 1962 года, восстановлен 8 декабря 1966 года
17 июля 2020 года в результате административно-территориальной реформы вошёл в состав новообразованного Бучанского района.

## География и гидрогеология
Площадь — 934 км2.
Район граничит на севере с Иванковским и Вышгородским, на юге — с Макаровским районами Киевской области, на западе — с Малинским и Радомышльским районами Житомирской области, на востоке — с Киево-Святошинским районом Киевской области.
Основные реки — Тетерев, Здвиж.
В районе представлены такие водоносные горизонты как: Бучакский водоносный горизонт, Полтавский водоносный горизонт (практически не представлен, очень маловодообилен), Сеноманский водоносный горизонт. Бородянский район имеет ряд гидрогеологических особенностей, связанных с наличием таких водоупорных пород как глины, а также, местами — окремнённого песчаника.

## Демография
Население района составляет 57 481 человек (данные 2006 г.), в том числе в городских условиях проживают около 33 058 человек. Всего насчитывается 47 населённых пунктов.

## Административное устройство
Количество советов:
- поселковых — 5
- сельских — 19

Количество населённых пунктов:
- посёлков городского типа — 5
- сёл — 42

## Населённые пункты
| - Бабинецкий поселковый совет пгт Бабинцы село Буда-Бабинецкая - Бородянский поселковый совет пгт Бородянка - Клавдиево-Тарасовский поселковый совет пгт Клавдиево-Тарасово село Пороскотень - Немешаевский поселковый совет пгт Немешаево - Песковский поселковый совет пгт Песковка село Раска - Блиставицкий сельский совет село Блиставица - Дружнянский сельский совет село Дружня - Жовтневый сельский совет село Жовтневое село Озерщина - Загальцевский сельский совет село Загальцы село Бондарня село Гай село Новая Буда село Поташня - Здвижевский сельский совет село Здвижевка - Качаловский сельский совет село Качалы село Волица село Галинка село Старая Буда село Торфяное - Козинцевский сельский совет село Козинцы село Дубраво-Ленинское | - Лубянский сельский совет село Лубянка - Майдановский сельский совет село Майдановка село Вишняки село Язвинка - Мигалковский сельский совет село Мигалки - Микуличский сельский совет село Микуличи - Мирчанский сельский совет село Мирча село Великий Лес село Коблицкий Лес село Коблица село Тальськое - Небратский сельский совет село Небрат село Берестянка село Михайленков - Новогребельский сельский совет село Новая Гребля село Вабля - Новозалесский сельский совет село Новое Залесье - Новокорогодский сельский совет село Новый Корогод - Озёрский сельский совет село Озёра - Пилиповичский сельский совет село Пилиповичи - Шибенский сельский совет село Шибеное село Красный Рог |

## Достопримечательности
«Загадкові кургани київського полісся» http://h.ua/story/157315/
Точное время основания Бородянки и происхождение её названия в исторических документах не сохранились. Известно, что ещё во времена Киевской Руси на месте теперешнего посёлка существовало поселение под названием Козятичи, которое было уничтожено монголо-татарами в 1240 году. Впоследствии поселение возродилось. В XVI веке Козятичи были собственностью выходца из Литвы — князя Романа. В грамоте Польского короля от 1509 года подтверждается право шляхтичей Макаревичев на Бородянку (Козятичи). Следовательно, название Бородянка впервые встречается в начале XVI века. Последний раз название Козятичи упоминается в 1640 году в акте покупки села новым владельцем А. Дорогаевским.

## Известные уроженцы
- Сидоренко, Пётр Иванович (1907—1985) — советский военный деятель, генерал-лейтенант артиллерии. Герой Советского Союза.